# Данијела Руа
Данијела Софија Корна Руа (енгл. Daniela Sofia Korn Ruah) је америчка глумица која је рођена 2. децембра 1983. године у Бостону у Масачусетсу.
Руа је најпознатија по улози посебне агенткиње Кензи Блај у серији Морнарички истражитељи: Лос Анђелес.
Глумац Ерик Кристијан Олсен који тумачу Мартија Дикса у истој серији је у правом животу Руин девер.